# Municipio de San Pedro Tlaquepaque
El municipio de San Pedro Tlaquepaque es un municipio del Estado de Jalisco, con una población de 687,127 habitantes, forma parte del Área metropolitana de Guadalajara. Es parte de la región del Centro Occidente de México. Su cabecera es la localidad de Tlaquepaque.

## Etimología
El nombre autóctono tiene su etimología en la misma tierra. La palabra Tlaquepaque significa "lugar sobre lomas de tierra barrial", aunque existen otras versiones que se inclinan por hombres fabricantes de trastos de barro (Tlacapan). Para otros la palabra Tlaquepaque proviene del vocablo Tlalipac, sobre lomas de barro. También otra etimología dice que significa "lugar del barro".
El nombre autóctono Tlaquepaque tiene su etimología en la misma tierra, las diferentes versiones concluyen en “lugar de barro”.

### Recuperación del nombre original
Según lo establecido en la iniciativa que envió el presidente municipal al Congreso del Estado, en 1843 se concedió a San Pedro Tlaquepaque la categoría de Villa, nombre que conservó hasta 1917, cuando por decreto del entonces gobernador Manuel Aguirre Berlanga, se prohibió en Jalisco usar el nombre de santos en calles, plazas, parques, así como de "personas vivientes, de animales u otras designaciones frívolas". La prohibición no incluía a los municipios, pero San Pedro Tlaquepaque perdió la primera parte de su nombre original.
Actualmente el municipio de Tlaquepaque recuperó su nombre completo San Pedro Tlaquepaque, iniciativa realizada por el presidente municipal, Miguel Castro Reynoso.
Antes de buscar su recuperación, el Ayuntamiento de Tlaquepaque llevó a cabo una consulta entre habitantes del municipio, tanto de la cabecera como de otras delegaciones. Las urnas estuvieron a disposición de los ciudadanos del 20 de septiembre al 8 de octubre de 2010 y participaron 13,043 personas. El resultado fue que 62.4 por ciento de las personas consultadas está a favor de que el municipio vuelva a llamarse San Pedro Tlaquepaque; 37.2 por ciento porque se mantenga como está y 0.4 por ciento no contestó.
Los resultados de la consulta fueron la base para el acuerdo que tomó el pleno del Ayuntamiento de Tlaquepaque el 11 de noviembre de 2010, a través del cual se autorizó al presidente municipal presentar ante el Congreso del Estado una iniciativa para pedir el cambio de nombre, así como la modificación del artículo 4 de la Ley de Gobierno y la Administración Pública Municipal, en el que se establece el listado de municipios que integran Jalisco.
El 21 de junio de 2011, la Comisión de Puntos Constitucionales del Congreso del Estado aprobó el dictamen a través del cual se autoriza el cambio de nombre, por lo que el día 27 de septiembre de 2011 el Congreso del Estado aprobó que el municipio de Tlaquepaque vuelva a su nombre original, es decir, San Pedro Tlaquepaque.

## Historia
Antes que los españoles llegaran a estas tierras, los pueblos Toluquilla, Zalatitán, Coyula, Tateposco, Tlaquepaque, Tapechi (Tepetitlán), y Tequepexpan, formaban con Tonalá un reino, gobernado por una mujer llamada Cihualpilli Tzapotzinco. Estuvo habitado por indígenas tonaltecas y más tarde por los tecos que se encontraban en el lugar a la llegada de los españoles. Era un poblado prehispánico asentado en un montecito donde construyeron casas de zacate, llegando a los 500 habitantes.
En marzo de 1530 llegó a estas tierras Nuño de Guzmán y su gente, entrando por San Martín de las Flores, llamado antes Tlaxicoltzingo. Al saber los naturales de la aproximación de los españoles, se dividieron en dos bandos, pues mientras la reina Cihualpilli y algunos señores opinaban por hacerles una recepción pacífica dado su invencible poderío, otros pretendían que se les resistiese. Los partidarios de la paz mandaron al encuentro de los españoles una delegación integrada por nobles y gobernantes de los diversos pueblos del reino.
Del pueblo de Tlaquepaque iban Coyotl, Chitacotl y Tonatl, Xonatic, Cuauhuntin y Oceotl, del pueblo de Tetlán, Coyopitzantli del de Tzalatitán, Timoac y Oxatl, del de Atemaxac, Ipac, del de Ichcatlán, y Tzacamitl del de Xocotán, estos con un obsequio de gallinas, huevos, miel, ahuacates, cebollas y algunos frutos para decirles que ya tenían noticias de su venida y que los esperaban amigablemente. Guzmán bien recibido por la reina de Tonalá, siendo ésta bautizada con el nombre de Juana Bautista Danza. Este nombre resultó ganador de una rifa que hicieron de nombres tales como Petra, Micaela y Juana. Danza fue elegido porque dispuso una danza en honor de los españoles.
Antes de entrar a la ciudad, ésta mandó a varios de sus hombres a requerir a los rebeldes quienes obtuvieron por respuesta una gran gritería y una lluvia de flechas. Los que se oponían se enfrentaron al ejército de Guzmán; el resultado del encuentro fue desfavorable para los naturales de la tierra. Todos los rebeldes estaban capitaneados por el señor de Tetlán, Tlaquitehuitli, y también por los nobles indios Cuautipizahuac, y Catipamatac. El 25 de marzo de 1530, Nuño de Guzmán tomó posesión del reino de Tonalá y de los pueblos sujetos, entre ellos Tlaquepaque.
En 1548, el poblado recibió el nombre de San Pedro, por sugerencia de Fray Antonio de Segovia, y durante la época colonial y todo el siglo XIX, solo se le conoció con ese nombre. Desde la segunda mitad del siglo XVI adquirió el carácter de corregimiento sujeto a la jurisdicción de la ciudad de Guadalajara. Asentados los españoles en Guadalajara, empezaron a ejercer control político y religioso en los pueblos aledaños, y las autoridades de la incipiente Perla Tapatía ordenaron que San Pedro entregara un tributo de acuerdo con el número de habitantes y en concordancia con sus ocupaciones. De esa manera, en 1551 vinieron y dejaron clara la orden al encomendero de que se cumpliera con ese tributo. San Pedro, de acuerdo al mismo censo que se levantó para la transacción del impuesto, tenía 1416 habitantes viviendo en 177 jacales. El tributo que impusieron fue de cuatro cargas de yerba al día, diez gallinas de Castilla, diez cargas de leña y cinco indios de servicio a la semana, treinta mantas, cuarenta tapatíos, veinte pares de cotaras, seis panes de sal y dos jarros de miel, cada dos meses, y cuatrocientas hanegas de maíz y veinte hanegas de chile cada año.
En el año de 1600, San Pedro tenía menos habitantes que Toluquilla, que hoy pertenece a Tlaquepaque. Alonso de la Mota y Escobar dijo:

Saliendo, pues, de Guadalajara por el camino que cae más hacia el oriente, se va al pueblo de San Pedro de cien vecinos indios

Hacia 1621, San Pedro era doctrina de religiosos franciscanos del convento de Guadalajara. Llega a San Pedro Tlaquepaque el cura don Miguel Hidalgo y Costilla, la mañana del 26 de noviembre de 1810, Hidalgo hizo su entrada a San Pedro donde lo obsequiaron con un festín, y por la tarde entró triunfante a la capital, procedente de Atequiza Jalisco. Se dispuso que, tomara para su mejor comodidad, la casa más confortable; se le sirve un grandioso banquete pasando el mediodía, y a la noche un refresco con todos los visitantes, de la iglesia y el gobierno. Se hacen preparativos para salir de San Pedro Tlaquepaque hacia la capital hoy Guadalajara con alrededor de 7,000 hombres, y llega alrededor del mediodía a las puertas de catedral.
En 1821, San Pedro Tlaquepaque fue la cuna de la proclamación de la Independencia de Jalisco por el brigadier Pedro Celestino Negrete, ya que el documento es firmado en la villa el 13 de junio del mismo año. Conforme al decreto del 27 de marzo de 1824,  San Pedro pasó a pertenecer al Departamento de Guadalajara. En 1825, San Pedro aparece registrado como pueblo con ayuntamiento, que comprendía a los pueblos de San Andrés, Santa María y San Sebastián, estando sujeto al Departamento y Primer cantón de Guadalajara desde esa fecha.
Manuel López Cotilla fundó en San Pedro Tlaquepaque las primeras escuelas oficiales para ambos sexos en 1835. En 1843, San Pedro tenía ya categoría de Villa y comprendía tres ranchos. Por decreto número 366 del 27 de septiembre de 1873 se erigió una directoría política en la villa de San Pedro comprendiendo los pueblos de San Andrés, Tetlán, Tateposco, Santa Ana Tepetitlán, San Martín, Toluquilla, San Sebastianito y Santa María.
El 14 de febrero de 1858, Benito Juárez llegó a San Pedro Tlaquepaque siendo recibido por los comisionados de los tres poderes. El 22 de marzo del mismo año se firmaron en San Pedro Tlaquepaque unos acuerdos según los cuales las fuerzas victoriosas no perseguirían a quienes, habiendo coadyuvado al sostenimiento de la legalidad, permanecieran en Guadalajara. Se mantendría a los militares en sus empleos y las fuerzas que guarnecían Guadalajara quedaban bajo las órdenes del ejército restaurador. Estas proposiciones firmadas por los comisionados de ambos bandos han pasado a la historia como los Tratados de Tlaquepaque.
El 12 de abril de 1860, las tropas del general Pedro Ogazón acamparon en San Pedro en espera de las de López de Uraga, a las que se unieron el 23 para atacar Guadalajara el 24 de mayo. El 23 de septiembre llegaron a San Pedro Tlaquepaque las fuerzas de González Ortega  donde se incorporó Ogazón y el 26 amagaban nuevamente a Guadalajara con 20 mil hombres, y la plaza cayó.
Desde fines del siglo XIX, esta municipalidad empezó a ser llamada San Pedro Tlaquepaque. Así lo demuestra el decreto número 1061 del 17 de septiembre de 1904 que estipula lo siguiente:

La Comisaría de Santa Anita, del Municipio de Tlajomulco, pertenecerá en lo sucesivo al de San Pedro Tlaquepaque.

## Historia contemporánea
Actualmente el municipio ha crecido junto con la ciudad de Guadalajara.
San Pedro Tlaquepaque obtuvo de la Secretaría de Turismo federal la certificación de Pueblo Mágico el 11 de octubre del 2018 aunque el nombramiento es sólo para un perímetro conformado por 42 manzanas en el centro histórico del municipio. De acuerdo con el coordinador de Promoción Económica y Combate a la Desigualdad del municipio, Vicente García Magaña, indicó que se trata del polígono donde se concentra la mayor cantidad de servicios turísticos, talleres artesanales y oferta gastronómica.

### Atractivos históricos
- Andador Independencia.
- Casa histórica.
- Centro cultural El refugio.
- El parían.
- Galerías de arte.
- Jardín Hidalgo.
- Museo regional de la cerámica.
- Museo Pantaleón Panduro.
- Palacio Municipal.
- Parroquia de San Pedro.
- Santuario de nuestra señora de Soledad.
- Templo y Santuario de Nuestra señora de Santa Anita.
- Templo a Toluquilla.
- Puertas Mágicas

| San Pedro Tlaquepaque |                  |                   |                       |            |
|                       |                  |                   |                       |            |
| Puente Artesanal      | Galerías de Arte | Plaza Springfield | Andador Independencia | Artesanías |

## Geografía

### Relieve
El municipio de San Pedro Tlaquepaque se localiza políticamente en la Región Centro de Jalisco, encontrándose enclavado en la porción central de la altiplanicie jalisciense, que presenta una topografía regular. La mayor parte de su territorio es plano, con algunos lomeríos y pocas tierras altas cerriles. 
El municipio de San Pedro Tlaquepaque tiene una superficie de 119 km². La cabecera municipal es San Pedro Tlaquepaque y se encuentra a 1,570 msnm. El territorio municipal tiene alturas entre los 1,510 y 1,860 msnm. El 85.5% del municipio tiene terrenos planos, es decir, con pendientes menores a 5°.

### Clima
El municipio de San Pedro Tlaquepaque (100%) tiene clima semicálido semihúmedo. La temperatura media anual es de 21.2 °C, mientras que sus máximas y mínimas promedio oscilan entre 31.2 °C y 9.1 °C respectivamente. La precipitación media anual es de 1000 mm.
El‌ ‌clima‌ ‌del‌ ‌municipio‌ ‌es‌ ‌semiseco‌ ‌con‌ ‌invierno‌ ‌y‌ ‌primavera‌ ‌secos,‌ ‌semicálidos‌ ‌sin‌ ‌estación‌ ‌invernal‌ ‌definida,‌ ‌La‌ ‌temperatura‌ ‌media‌ ‌anual‌ ‌es‌ ‌de‌ ‌20.7 °C,‌ ‌y‌ ‌tiene‌ ‌una‌ ‌precipitación‌ ‌media‌ ‌anual‌ ‌de‌ ‌919‌ ‌milímetros‌ ‌con‌ ‌régimen‌ ‌de‌ ‌lluvia‌ ‌en‌ ‌los‌ ‌meses‌ ‌de‌ ‌junio‌ ‌a‌ ‌agosto.‌ ‌Los‌ ‌vientos‌ ‌dominantes‌ ‌son‌ ‌de‌ ‌dirección‌ ‌sureste.‌ ‌El‌ ‌promedio‌ ‌de‌ ‌días‌ ‌con‌ ‌heladas‌ ‌al‌ ‌año‌ ‌es‌ ‌de‌ ‌5.2.‌ ‌

### Recursos naturales
En la actualidad cuenta con pocas áreas forestales donde predominan especies de huizache, palo dulce y granjeno. La fauna de autóctona está compuesta de conejos, liebres, ardillas, reptiles y diversas especies de aves de la región.
Dentro del municipio se encuentra el Bosque Urbano Tlaquepaque el primer espacio público verde de gran extensión en el municipio, cuenta con 10.5 hectáreas, es un espacio con arboles jóvenes en desarrollo, que en el mediano plazo cubrirán gran parte del terreno. Su administración corre a cargo de la Agencia Metropolitana de Bosques Urbanos, dependencia metropolitana a cargo del Gobierno de Jalisco. 

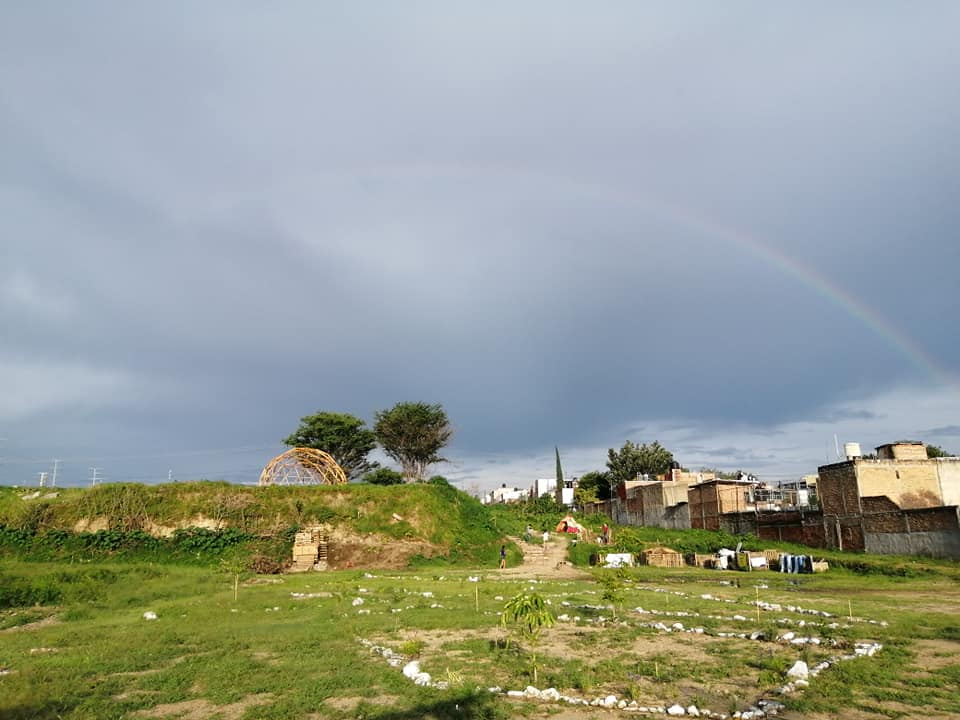
Bosque Urbano Tlaquepaque

### Fauna
La fauna de este Municipio se encuentra conformada por especies urbanas y suburbanas como: conejos, liebres, ardillas, algunos reptiles y en las presas del Municipio se encuentran diversas especies de aves. En el censo faunístico realizado por la Universidad de Guadalajara en Tlaquepaque, durante la administración municipal 2001 -2003 se registraron un total de 129 especies de vertebrados, de las cuales 92 son de aves, 17 de mamíferos, 11 de reptiles, 7 de peces y 2 de anfibios.

### Flora
De manera muy general, en el municipio de Tlaquepaque los tipos de vegetación presentes fueron bosque tropical caducifolio, encinar, pastizal inducido, vegetación acuática, bosque espinoso (perturbado), bosque de galería y una comunidad conocida como vegetación secundaria. En el inventario preliminar del municipio de Tlaquepaque, se incluyeron 510 especies, 23 variedades y una subespecie de 312 géneros pertenecientes a 96 familias.

### Hidrología
El régimen de lluvias se registra entre los meses de junio, julio y agosto, contando con una precipitación media de 958.7 mm, siendo la precipitación media anual de 919 mm; la lluvia máxima promedio en 24 horas es de 42.0 mm, presentándose máximas de 175.0 mm En los meses de junio y septiembre.

### Hidrografía
El municipio no tiene ningún río, cuenta con arroyos siendo los más destacados El Seco, Sebastianito y Nueva España. Anteriormente se contaba con las presas Las Lomas, La Ladrillera, Las Pintas, Las Juntas, El Campesino y Las Rusias. La mayor parte del suelo tiene un uso urbano y la tendencia de la tierra en su mayoría corresponde a la propiedad privada.

### Geología
El suelo predominante es feozem (67.2%), se presenta en cualquier tipo de relieve y clima, excepto en regiones tropicales o lluviosas o zonas muy desérticas. Es el cuarto tipo de suelo más abundante en el país. Son de profundidad variable. Cuando son profundos se utilizan para la agricultura de riego o temporal.
‌Litológicamente‌ ‌el‌ ‌municipio‌ ‌se‌ ‌formó‌ ‌en‌ ‌el‌ ‌período‌ ‌Cuaternario,‌ ‌y‌ ‌está‌ ‌compuesto‌ ‌por‌ ‌tobas‌ ‌pumíticas‌ ‌(conocidas‌ ‌comúnmente‌ ‌como‌ ‌pómez‌ ‌o‌ ‌"jal")‌ ‌que‌ ‌están‌ ‌formadas‌ ‌por‌ ‌productos‌ ‌de‌ ‌explosión‌ ‌tales‌ ‌como‌ ‌lapillis,‌ ‌puzolanas‌ ‌y‌ ‌cenizas.‌ ‌

## Demografía

### Localidades
En el censo de 2020 el municipio de San Pedro Tlaquepaque contaba con 25 localidades.
| Código INEGI    | Localidad                         | Población (2020) |
| --------------- | --------------------------------- | ---------------- |
| 140980001       | Tlaquepaque                       | 650 123          |
| 140980014       | Santa Anita                       | 23 531           |
| 140980128       | Paseo del Prado                   | 5 251            |
| 140980131       | El Mirador                        | 1 703            |
| 140980049       | Los Magueyes                      | 1 620            |
| 140980017       | San Martín de las Flores de Abajo | 858              |
| 140980105       | Santa Rosa                        | 809              |
| 140980003       | La Calerilla                      | 704              |
| 140980133       | Verde Valle                       | 555              |
| 140980081       | El Bajío                          | 468              |
| 140980126       | Quinta Nova Residencial           | 459              |
| 140980092       | Pomas                             | 453              |
| 140980132       | San Juan                          | 172              |
| 140980029       | Las Pomas                         | 165              |
| 140980124       | Las Liebres                       | 76               |
| 140980108       | Lomas de la Zapata                | 58               |
| 140980134       | La Ordeña de Santa Anita          | 21               |
| 140980095       | Santa Juana                       | 20               |
| 140980135       | Rancho el Caracol                 | 11               |
| 140980091       | Los Pinos                         | 9                |
| 140980130       | La Loma                           | 9                |
| 140980039       | El Colomo                         | 7                |
| 140980113       | Rancho la Viña                    | 6                |
| 140980083       | Rancho los Camichines             | 2                |
| Total municipal | Total municipal                   | 687 127          |

## Economía
En Tlaquepaque, en los campos agrícola destacan los cultivos de maíz, sorgo, camote, cebolla, col, lechuga y betabel. En la ganadería, hay explotaciones donde se cría ganado bovino de carne y leche, porcino, ovino, caprino, aves de carne y postura y colmenas.La principal rama industrial es la manufacturera, elaboración de artesanías, papel maché, vidrio, latón, alfarería, hilados, barro, piel y madera. Dentro del municipio se localizan varios parques industriales, en los cuales albergan distintas plantas nacionales y trasnacionales, como por ejemplo:
- HP (impresoras y computadoras; antes, Hewlett-Packard)
- Bimbo (panificadora)
- Lala (productos lácteos)
- José Cuervo (tequila).

### Agricultura.
Del total de la extensión territorial del municipio, el 30% (4,000 ha), son utilizadas con fines agrícolas, entre los cultivos locales destacan: maíz, sorgo, camote, cebolla, col, lechuga, betabel, plantas de ornato y diversos cultivos bajo invernadero, destacando el número de proyectos que se han implementado con respecto al estado y a nivel nacional tienen el primer lugar en la producción de pasto para jardinería.

### Ganadería.
Se cría ganado bovino de carne y leche, porcino, ovino, caprino de carne y leche, aves de carne y postura y colmenas.

### Industria.
La principal rama industrial es la manufacturera, elaboración de artesanías, papel maché, vidrio, latón, alfarería, hilados, barro, piel y madera.

### Turismo.
Cuenta con atractivos turísticos como la parroquia de San Pedro Apóstol; el Santuario de Nuestra Señora de la Soledad, El hospital del Refugio (Centro Cultural), El Parián y el Museo Regional de la Cerámica, entre otros.
Cuanta además con una galería a cielo abierto de puertas intervenidas por artistas plásticos de todo el país. Así también es la primera Galería de Realidad Aumentada al aire libre en México. La Galería cuenta con más de 42 piezas sobre la calle Carrillo Puerto entre la Calle Hornos y Donato Guerra. El proyecto sigue creciendo. 

### Comercio.
Se desarrolla una gran actividad comercial, compra – venta de diversos artículos principalmente artesanales y además de artículos de primera necesidad.

### Servicios.
Se prestan servicios financieros, profesionales, técnicos, comunales, sociales, turísticos, personales y de mantenimiento.

## Localidades y colonias
Tlaquepaque está dividido administrativamente por su cabecera municipal y delegaciones y agencias, las cuales son las siguientes:
DELEGACIONES
- Toluquilla
- Las Juntas
- Santa María Tequepexpan
- Manuel López Cotilla
- San Pedrito
- Santa Anita

AGENCIAS
- La Calerilla
- La Ladrillera

| Principales Localidades de San Pedro Tlaquepaque |             |            |                          |                         |
|                                                  |             |            |                          |                         |
| San Pedro Tlaquepaque                            | Santa Anita | Toluquilla | San Martín de las Flores | Santa María Tequepexpan |

Dentro de su división administrativa encontramos las siguientes colonias o pueblos tradicionales de mayor relevancia:
- San Pedro
- Tateposco
- Las Pintas
- Lomas del 4
- El Tapatío
- Las Huertas
- El Sauz
- Miravalle
- Terralta
- Fraccionamiento Revolución
- El Álamo
- Las Terrazas
- Villas del Prado
- Camichines

Muchas de sus colonias son producto de invasiones, en el presente se han desarrollado nuevos fraccionamientos de carácter medio y residencial en el municipio. Las mejores zonas en cuanto a nivel socioeconómico en el municipio se localizan en el área de El Álamo-El Tapatío.

### Áreas verdes en las colonias
En el Municipio de Tlaquepaque, se puede resaltar que a nivel colonia, en los nuevos fraccionamientos presentan niveles muy bajos de áreas verdes con respecto a su densidad poblacional, en algunos casos ni siquiera alcanzan los 2 m² por habitante (Figura 3). El mapa, a simple vista, arroja que un 36% de la población vive bajo el mínimo establecido, como lo hace la tabla dos, hay que tomar en cuenta que el Municipio tiene grandes extensiones de terreno despoblado o con una muy baja densidad, y en esas zonas las secciones de IFE tienen mayor extensión territorial.
| Zonas del Municipio    |                          |                        |
|                        |                          |                        |
| Residencial Revolución | Zona El Álamo-El Tapatío | Residencial El Tapatío |

## Educación
El municipio cuenta con una gran oferta educativa tanto pública como privada en los niveles primaria, secundaria y media superior contando con varias preparatorias de la Universidad de Guadalajara, así como con la presencia de algunas universidades de la ciudad de Guadalajara como lo son:
| UNIVER | UAG Santa Anita | ITESO | UVM Guadalajara Sur     | TecMilenio Guadalajara     | CUTlaquepaque |
| ------ | --------------- | ----- | ----------------------- | -------------------------- | ------------- |
|        |                 |       | Archivo:Uvm gdl sur.jpg | Archivo:Tecmilenio gdl.jpg |               |

## Turismo
Es un centro turístico enfocado a las artesanías de alfarería, textiles y vidrio soplado. Sus calles y andadores están engalanadas de diversas Casonas del siglo pasado, además de construcciones coloniales, el Tapatío Tour llega al municipio en una de sus rutas. Los principales atractivos en la cabecera municipal son:
| Edificaciones y Monumentos Representativos de San Pedro Tlaquepaque |                        |                             |                          |                 |
|                                                                     |                        |                             |                          |                 |
| Parroquia de San Pedro.                                             | Jardín Hidalgo.        | Santuario de la Soledad.    | Palacio Municipal.       | Puertas Mágicas |
|                                                                     |                        |                             |                          |                 |
| El Parián.                                                          | Andador Independencia. | Centro Cultural El Refugio. | Museo Pantaleón Panduro. |                 |

- Museo Regional de Cerámica
- Calle Juárez.

También cuenta con un gran número de restaurantes de carácter exclusivo al igual que económicos, bares, cafés, galerías, cantinas, tiendas artesanales para que los visitantes y los propios pasen un rato agradable en su estancia en San Pedro Tlaquepaque.
En las delegaciones del municipio se pueden visitar diversos lugares como:
- Iglesia de Santa Anita
- Iglesia de Toluquilla
- Iglesia de San Martín de las Flores
- Santuario de los Santos Mártires Mexicanos

### Centro Cultural El Refugio
Es en 1859 que Fray Luis Argüello Bernal se da a la tarea de diseñar, auspiciar y construir un hospital y casa de ejercicios espirituales que llevó el nombre de "El Refugio" y "Casa de la Salud Josefina", (ya que fue administrado por las Religiosas Josefinas hasta 1935), esto con el financiamiento de la Cofradía de San Vicente de Paúl, además de las aportaciones del vecindario de San Pedro, como de las familias pudientes de Guadalajara que tenían sus casas de verano en San Pedro Tlaquepaque. Su construcción es de estilo colonial de aproximadamente 10 000 m².
En el año de 1979 fue cerrada, y después de ser abandonada por largo tiempo, la construcción fue adquirida por la Administración Municipal de Tlaquepaque del Lic. Porfirio Cortés Silva en el año 1983; y rescatada, remozada y modificada en 1984 por el Arquitecto Alejandro Zhon, con el fin de realizar el Centro Cultural "El Refugio” quien se encargó de llevar a cabo la obra de rehabilitación, misma que conservó la arquitectura original del edificio, resaltando sus largos pasillos y amplios patios, convirtiéndolo en un Centro Cultural, Comercial, Artesanal y Turístico.

### Galería Puertas Mágicas
La Galería Puertas Mágicas es una galería a cielo abierto de Realidad Aumentada. La primera de su tipo en México. Cuenta con 42 piezas de arte ubicadas en la calle Carrillo Puerto entre Donato Guerra y Hornos en el límite del Centro Histórico. Han intervenido las piezas artistas de todo el país, España y Colombia. 

### Hoteles
San Pedro Tlaquepaque cuenta con una gran oferta hotelera tanto en San Pedro como en la periferia del municipio, como lo son:
Casa Armonía, Casa Campos, Casa de las Flores, Casa del Retoño, Casa Tlaquepaque, Mi viejo Refugio, Villa del Ensueño, Posada de la Media Luna, Posada donde el Indio Duerme, Quinta Don José y Rosa Morada, Hotel Puerta San Pedro todos ellos de tipo Boutique.
En la periferia:
Hotel Tapatío Resort, Posada Virreyes, Holiday Inn Express ITESO, Posada Gloria San Pedrito, Serena Central Camionera, Hotel One El Tapatío.
| Hoteles de San Pedro Tlaquepaque |                       |                  |                        |
|                                  |                       |                  |                        |
| Hotel One El Tapatío             | Hotel Posada Virreyes | Hotel El Tapatío | Hotel Puerta San Pedro |

## Vía Recre Activa
La Vía Recre Activa en el Municipio de San Pedro Tlaquepaque, es un programa social en el que se habilitan espacios viales para su empleo masivo con fines recreativos y de esparcimiento por personas de todas las edades; se pretende que el programa opere durante varias horas en días domingo. Tal acción implica el restringir temporalmente la circulación vehicular-motorizada a lo largo de uno o más cuerpos viales sobre vías primarias seleccionadas, tan solo permitiendo el desplazamiento a través de medios no-motorizados (a pie, bicicleta, patines, etc.) dentro de este espacio reservado.
El horario en que se puede participar en la Vía Recreativa en el municipio de San Pedro Tlaquepaque es de 8:00 h a 14:00 h. Es conveniente que tanto el tránsito local como el turismo tomen sus precauciones y utilicen las vías alternas sugeridas para llegar a sus destinos.
Gracias al programa MIBici se tiene la oportunidad de experimentar las maravillas del pueblo mágico. 
Actualmente existe una ruta: La RUTA 1: Blvd Marcelino García Barragán-Morelos-Cruz Verde-Constitución-Carrillo Puerto-Independencia Eje-Hidalgo-Clavel-Álvarez del Castillo-Félix Cervantes (Patria Oriente).

## Tradiciones, fiestas y costumbres

### Tauromaquia
Dentro del municipio se localiza la Plaza de Toros Centenario, en calle Herrera y Cairo 185.

### Expo ganadera
Cada año, en octubre, paralelo a las Fiestas de octubre de Guadalajara, se lleva a cabo la Expo Ganadera en la Glorieta del Álamo, con muestras y exposiciones de ganado, maquinaria de campo y eventos en el Lienzo Charro del complejo.

### Fiestas de junio
Las fiestas de San Pedro Tlaquepaque se realiza y termina el 12 de junio de cada año, y su difusión es a nivel nacional; la sede es la Expo Ganadera de Jalisco en la glorieta del álamo. Estas celebraciones se iniciaron casi al tiempo que la feria de San Juan de los Lagos, con una expresión popular en una mezcla profano–religiosa, que con el tiempo fueron evolucionando hasta lograr un evento organizado donde participan autoridades estatales, grupos constituidos, entidades culturales y agrupaciones de artesanos.
El día 29 de junio, en el marco de estos festejos, se celebra a San Pedro Apóstol, con mañanitas, fuegos artificiales, serenatas y la romería que parte de la Plaza de la Bandera, de Guadalajara, hasta la plaza principal de este lugar. Dentro de los diferentes eventos recreativos, se realizan exposiciones y ventas de artesanías y comida regional, juegos pirotécnicos y mecánicos, festivales artísticos, palenque, eventos culturales y deportivos. Desde hace más de 20 años el evento más importante de la feria es el premio Nacional de la Cerámica.

### Fiestas en el municipio
Otra importante festividad es la que se celebra del 4 de noviembre al 19 de diciembre y que se denomina Festival Cultural de Invierno.
En varias localidades del municipio se organizan festejos que son muy concurridos, como son la fiesta en honor a San Sebastián que tiene lugar del 22 al 31 de enero en la población de San Sebastianito. Del 24 de enero al 2 de febrero se celebra a Nuestra Señora de Santa Anita, en la localidad de Santa Anita. En el poblado de San José Tateposco tienen lugar los festejos en honor a San José del 16 al 19 de marzo. En la localidad de San Martín de las Flores es muy visitado el carnaval en el que participan "Los pinoleros" así como los "viejos nuevos y rotos" que se realiza en el mes de febrero así como sus fiestas patronales del 3 al 12 de noviembre. En Santa María Tequepexpan hacen novenarios a la Virgen de la Concepción y a la Virgen de Guadalupe.
El 29 de septiembre se celebra el Día de San Miguel, y hay fiesta en la Parroquia de dicho nombre, ubicada en Colonial Tlaquepaque.
El festival de Muertos, del que se tienen antecedentes desde hace veinticinco años, ha tomado una gran relevancia en la cabecera municipal, celebrándose formalmente desde hace cuatro años, para 2015 será el V FESTIVAL DE DIA DE MUERTOS, ya en el 2014 incluyó actividades culturales y concursos como "LA GALA DE CATRINAS", que se realizó en el Museo Regional, concurso de CALAVERAS de gran formato, concurso infantil de CALAVERAS, concurso literario de "CALAVERITAS" y Concurso de "ALTARES DE MUERTOS" que pudieron ser observados en el Andador Independencia, en la Calle Juárez, el Parián y el Centro Cultural el Refugio. Hubo un bello desfile Inaugural en el cual destacó la participación del gran escultor, artista de talla internacional Sergio Bustamante, con una comparsa de personajes alusivos a su obra. Además de una muy interesante caravana de autos antiguos y clásicos y de la intervención de un grupo autóctono indígena que hizo el encendido de velas de los Altares de Muertos.
La gran afluencia de visitantes que llenaron el andador Independencia, la Calle Juárez, el Parián, el Jardín Hidalgo y el Centro Cultural el Refugio, confirmó el éxito del Festival.
Este Festival se efectúa año con año, del 30 de octubre al 4 de noviembre, y se ha posicionado a nivel Nacional e Internacional.

### San Martín de las Flores
San Martín de las Flores es una colonia perteneciente al municipio que pese a estar dentro de la zona metropolitana aún conserva su esencia de pueblo y sus tradiciones. Su fiesta más importante es la Judea en vivo, que representa la Pasión y Muerte de Jesús. Da comienzo el Domingo de Ramos y finaliza el Sábado de Gloria. Lleva representándose más de 200 años.
Durante sus inicios, la representación se conocía como Los Fariseos. Durante esos tiempos, los actores usaban máscaras de barro y chacos. Actualmente se usa vestuario acorde a la representación y escenografía de acuerdo a las escenas escritas en el libreto de la Judea, se cuenta con la organización de una Asociación Civil denominada Patronato Organizador de la Judea en Vivo de San Martín de las Flores A.C.y la afluencia de visitantes a esta oscila entre los 150 mil y 200 mil año tras año.

## Medios y vías de comunicación
A pesar de que la mayor parte de las colonias y localidades no se encuentran conectadas de manera eficiente con la ciudad, por el municipio corren varias avenidas y calzadas de gran importancia, como:
- Carretera a Chapala o Avenida Solidaridad Iberoamericana (donde se encuentra el Puente Álamo)
- Calzada Lázaro Cárdenas
- Anillo Periférico Sur Manuel Gómez Morín
- Avenida Colón (Camino Real a Colima)
- Avenida Jesús Michel (antes 8 de Julio)
- Avenida Gobernador Curiel
- Avenida Revolución
- Bulevar Tlaquepaque o Marcelino García Barragán
- Calzada González Gallo
- Avenida Doctor Roberto Michel
- Calzada Niños Héroes Tlaquepaque
- Avenida Patria Oriente
- Autopista a México Vía Corta
- Carretera Libre a los Altos

| Vialidades              |                                       |                       |                                       |
|                         |                                       |                       |                                       |
| Calzada Lázaro Cárdenas | Avenida Patria en El Álamo-El Tapatío | Avenida Plan de Ayala | Terminal de Autobuses Tlaquepaque Sur |

## Medios de transporte
Dentro del municipio en los límites con Tonalá se encuentra la Nueva Central Camionera de Guadalajara, siendo una de las más grandes del país. Además de contar con otra terminal de autobuses en los cruces de Anillo Periférico y Avenida Colón.
La línea 1 del Tren Eléctrico Urbano de Guadalajara recorre el municipio en la parte poniente sobre Avenida Colón, teniendo 2 estaciones, Santuario Mártires de Cristo Rey y Periférico Sur, el cual da servicio a la colonia El Sauz, Santa María Tequepexpan, Cerro del Tesoro principalmente.
La línea 3 del Tren Eléctrico Urbano de Guadalajara cuenta con 3 estaciones en el municipio. las cuales son Tlaquepaque Centro, Lázaro Cárdenas y Central de Autobuses, las cuales dan servicio a las colonias Camichines, Los Meseros, San Pedro, Los Altos y Lomas de Tlaquepaque.
El sistema BRT de Mi Macro Calzada cuenta con 1 estación en el municipio, la terminal Fray Angélico, en la cual da servicio a las colonias Las Juntas, Lomas del Cuatro y Miravalle principalmente.
El sistema BRT de Mi Macro Periférico cuenta con 8 estaciones en el municipio, Carretera a Chapala, Las Pintas, Artesanos, Adolf Horn, Toluquilla, 8 de Julio, San Sebastianito, Periférico Sur, las cuales dan servicio a las colonias Santa María Tequepexpan, San Sebastianito, Toluquilla, Artesanos, Las Pintas, Miravalle, entre otras.

## Centros comerciales
El municipio cuenta con varios centros comerciales como son:
- Plaza Río Nilo Tlaquepaque
- Plaza Centro Sur
- Sams Club Revolución
- Walmart Colon

| Centros Comerciales |                     |
|                     |                     |
| Forum Tlaquepaque   | Espacio Tlaquepaque |

## Religión
La institución religiosa con más feligreses es la Iglesia Católica, con minorías Protestantes, Testigos de Jehová, La Luz del Mundo. Dentro de San Pedro se localiza la casa del Arzobispado de Guadalajara, donde reside actualmente el que fuera arzobispo de Guadalajara, el cardenal Juan Sandoval Íñiguez.
Cerca de los límites con los municipios de Zapopan y Guadalajara se construye el Santuario de los Santos Mártires Mexicanos en la cima del Cerro del Tesoro (Cerro del Gachupín), obra proyectada por el Arzobispado de Guadalajara.
| Iglesias en el Municipio |                                       |                          |                          |
|                          | Archivo:Preciosa sangre de cristo.jpg |                          |                          |
| Santuario de la Soledad  | Parroquia Preciosa Sangre de Cristo   | Parroquia de Santa Anita | San Martín de las Flores |

## Deportes
El deporte más popular en el municipio es el fútbol, contando con cientos de lugares, canchas para practicarlo, el béisbol también es un deporte muy popular.
Dentro del municipio se encuentran las instalaciones que albergaron las competencias de rugby de los Juegos Panamericanos 2011 de Guadalajara, el Estadio Tlaquepaque, dichas instalaciones se encuentran cerca de la Avenida Revolución, justamente en donde años atrás fuera la sede de las Fiestas de Junio.

## Edificios gubernamentales
Cabe mencionar que dentro del municipio se localizan algunos edificios del gobierno tanto federal como estatal, como lo es:
- La sede estatal de la SAGARPA, en la glorieta de El Álamo.
- El Instituto Jalisciense de Ciencias Forenses IJCF, Calzada Lázaro Cárdenas, Residencial Revolución.[21]
- El nuevo Centro Vehicular de Devolución Inmediata CVDI de la PGJ, Av. Batalla de Zacatecas, Residencial Revolución.[22]

| Edificios Gubernamentales                  |              |
| Archivo:Ijcf.jpg                           |              |
| Instituto Jalisciense de Ciencias Forenses | CVDI Jalisco |

## Ciudades hermanas
La ciudad de San Pedro Tlaquepaque tiene Hermanamientos con las siguientes ciudades alrededor del mundo:
- Glendale, Estados Unidos (1978)[23][24]
- Habana Vieja, Cuba (1997)[25]
- Oaxaca de Juarez, Mexico (1999)[23][24][26][27]
- Cancun, Mexico (2001)[23][24][28][29]
- Zapotiltic, Mexico (2001)[23][30]
- Antigua Guatemala, Guatemala (2002)[23][31]
- Springfield, Estados Unidos (2003)[23][32]
- San Miguel de Cozumel, Mexico (2010)[23][24][33]
- Metepec, Mexico (2010)[23][34]
- Jerez, Mexico (2020)[35]
- San Andres Cholula, Mexico (2022)[36][37]
- Candelaria, Mexico (2023)[38]
- Atwater, Estados Unidos
- Playas de Rosarito, Mexico[24]
- Aurora, Estados Unidos[24]
- Wenatchee, Estados Unidos[24]
- Manises, España[24]
- San Joaquin, Mexico
- Columbia, Estados Unidos